# Josen Escobar
Josen David Escobar del Duca (Santa Marta, 12 dicembre 2004) è un calciatore colombiano, difensore o centrocampista dell'Al-Ettifaq in prestito dall'América de Cali.

## Caratteristiche tecniche
Può agire come terzino destro o come centrocampista centrale.

## Carriera

### Club
È cresciuto nel settore giovanile dell'América de Cali, con cui ha debuttato il 31 agosto 2023 nell'incontro di Categoría Primera A pareggiato 0-0 contro l'Unión Magdalena. Il 16 gennaio 2025 è stato ceduto in prestito all'Al-Ettifaq fino al termine della stagione.

### Nazionale
Ha giocato nella nazionale colombiana Under-23.

## Statistiche

### Presenze e reti nei club
Statistiche aggiornate al 18 gennaio 2025.
| Stagione               | Squadra                | Campionato             | Campionato | Campionato | Coppe nazionali | Coppe nazionali | Coppe nazionali | Coppe continentali | Coppe continentali | Coppe continentali | Altre coppe | Altre coppe | Altre coppe | Totale | Totale | Totale |
| Stagione               | Squadra                | Comp                   | Pres       | Reti       | Comp            | Pres            | Reti            | Comp               | Pres               | Reti               | Comp        | Pres        | Reti        | Pres   | Reti   |        |
| ---------------------- | ---------------------- | ---------------------- | ---------- | ---------- | --------------- | --------------- | --------------- | ------------------ | ------------------ | ------------------ | ----------- | ----------- | ----------- | ------ | ------ | ------ |
| 2023                   | América de Cali        | A                      | 20         | 0          | CC              | 0               | 0               | -                  | -                  | -                  | -           | -           | -           | 20     | 0      |        |
| 2024                   | América de Cali        | A                      | 27         | 0          | CC              | 4               | 0               | CS                 | 1                  | 0                  | -           | -           | -           | 32     | 0      |        |
| Totale América de Cali | Totale América de Cali | Totale América de Cali | 47         | 0          |                 | 4               | 0               |                    | 1                  | 0                  |             | -           | -           | 52     | 0      |        |
| Totale carriera        | Totale carriera        | Totale carriera        | 47         | 0          |                 | 4               | 0               |                    | 1                  | 0                  |             | -           | -           | 52     | 0      |        |